# Beaumes-de-Venise
Pour les vins, voir beaumes-de-venise (AOC) et muscat de Beaumes-de-Venise (VDN).
Beaumes-de-Venise est une commune française située dans le département de Vaucluse, en région Provence-Alpes-Côte d'Azur.
Ce fief devint la deuxième baronnie du Comtat Venaissin après Sérignan-du-Comtat : seigneurie des Agoult au XIIIe siècle, des Bedos, des Astorg de Peyre et, enfin, des Fortia jusqu'à la Révolution. Il fut érigé en duché à la fin du XVIIIe siècle par le pape Pie VI.

## Géographie

### Localisation
Le village est situé au pied des Dentelles de Montmirail. Il est dominé par le plateau des Courens, et plus à l'est par le rocher des Trois Evêques et la montagne de Carabelle.

### Géologie et relief
Les Dentelles de Montmirail sont une chaîne de montagnes du massif des Baronnies. Elles forment des dalles rocheuses du Jurassique (Tithonien). Les sols sont calcaires. Localement, une résurgence de roches triasiques permet la culture d’un vin spécifique, nommé ainsi (trias) et récompensé au Concours général 2006.

### Hydrographie
La commune est traversée par le ruisseau de la Salette venant de Lafare. D'autres ruisseaux y prennent leur source : le Lauchun, le Rioulas, le Seyrel. Le canal de Carpentras, joignant la Durance au Rhône, traverse également la commune et permet l'irrigation des terres agricoles.

### Climat
Pour des articles plus généraux, voir Climat de Provence-Alpes-Côte d'Azur et Climat de Vaucluse.
En 2010, le climat de la commune est de type climat méditerranéen franc, selon une étude du Centre national de la recherche scientifique s'appuyant sur une série de données couvrant la période 1971-2000. En 2020, Météo-France publie une typologie des climats de la France métropolitaine dans laquelle la commune est exposée à un climat méditerranéen et est dans la région climatique Provence, Languedoc-Roussillon, caractérisée par une pluviométrie faible en été, un très bon ensoleillement (2 600 h/an), un été chaud (21,5 °C), un air très sec en été, sec en toutes saisons, des vents forts (fréquence de 40 à 50 % de vents > 5 m/s) et peu de brouillards.
Pour la période 1971-2000, la température annuelle moyenne est de 14,1 °C, avec une amplitude thermique annuelle de 17,5 °C. Le cumul annuel moyen de précipitations est de 814 mm, avec 5,9 jours de précipitations en janvier et 3,2 jours en juillet. Pour la période 1991-2020, la température moyenne annuelle observée sur la station météorologique de Météo-France la plus proche, « Carpentras », sur la commune de Carpentras à 8 km à vol d'oiseau, est de 14,7 °C et le cumul annuel moyen de précipitations est de 665,5 mm. 
La température maximale relevée sur cette station est de 44,3 °C, atteinte le 28 juin 2019 ; la température minimale est de −15,4 °C, atteinte le 7 janvier 1985,,.
Les paramètres climatiques de la commune ont été estimés pour le milieu du siècle (2041-2070) selon différents scénarios d'émission de gaz à effet de serre à partir des nouvelles projections climatiques de référence DRIAS-2020. Ils sont consultables sur un site dédié publié par Météo-France en novembre 2022.

### Voies de communication et transports
La route départementale 7 passe à l'ouest du village et relie celui-ci par la route départementale 81. La route départementale 90 venant du sud, traverse le bourg et part au nord-est en direction de la commune de Suzette. Au sud-est de la commune, les routes départementales 21 et 222 arrivent aussi au village.

## Urbanisme

### Typologie
Au 1er janvier 2024, Beaumes-de-Venise est catégorisée petite ville, selon la nouvelle grille communale de densité à sept niveaux définie par l'Insee en 2022.
Elle appartient à l'unité urbaine d'Avignon, une agglomération inter-régionale regroupant 59 communes, dont elle est une commune de la banlieue,,. Par ailleurs la commune fait partie de l'aire d'attraction de Carpentras, dont elle est une commune de la couronne,. Cette aire, qui regroupe 21 communes, est catégorisée dans les aires de 50 000 à moins de 200 000 habitants,.

### Occupation des sols
L'occupation des sols de la commune, telle qu'elle ressort de la base de données européenne d’occupation biophysique des sols Corine Land Cover (CLC), est marquée par l'importance des territoires agricoles (70,7 % en 2018), en diminution par rapport à 1990 (74,7 %). La répartition détaillée en 2018 est la suivante :
cultures permanentes (62,9 %), forêts (17,5 %), zones agricoles hétérogènes (7,8 %), zones urbanisées (7,6 %), milieux à végétation arbustive et/ou herbacée (4,2 %). L'évolution de l’occupation des sols de la commune et de ses infrastructures peut être observée sur les différentes représentations cartographiques du territoire : la carte de Cassini (XVIIIe siècle), la carte d'état-major (1820-1866) et les cartes ou photos aériennes de l'IGN pour la période actuelle (1950 à aujourd'hui).

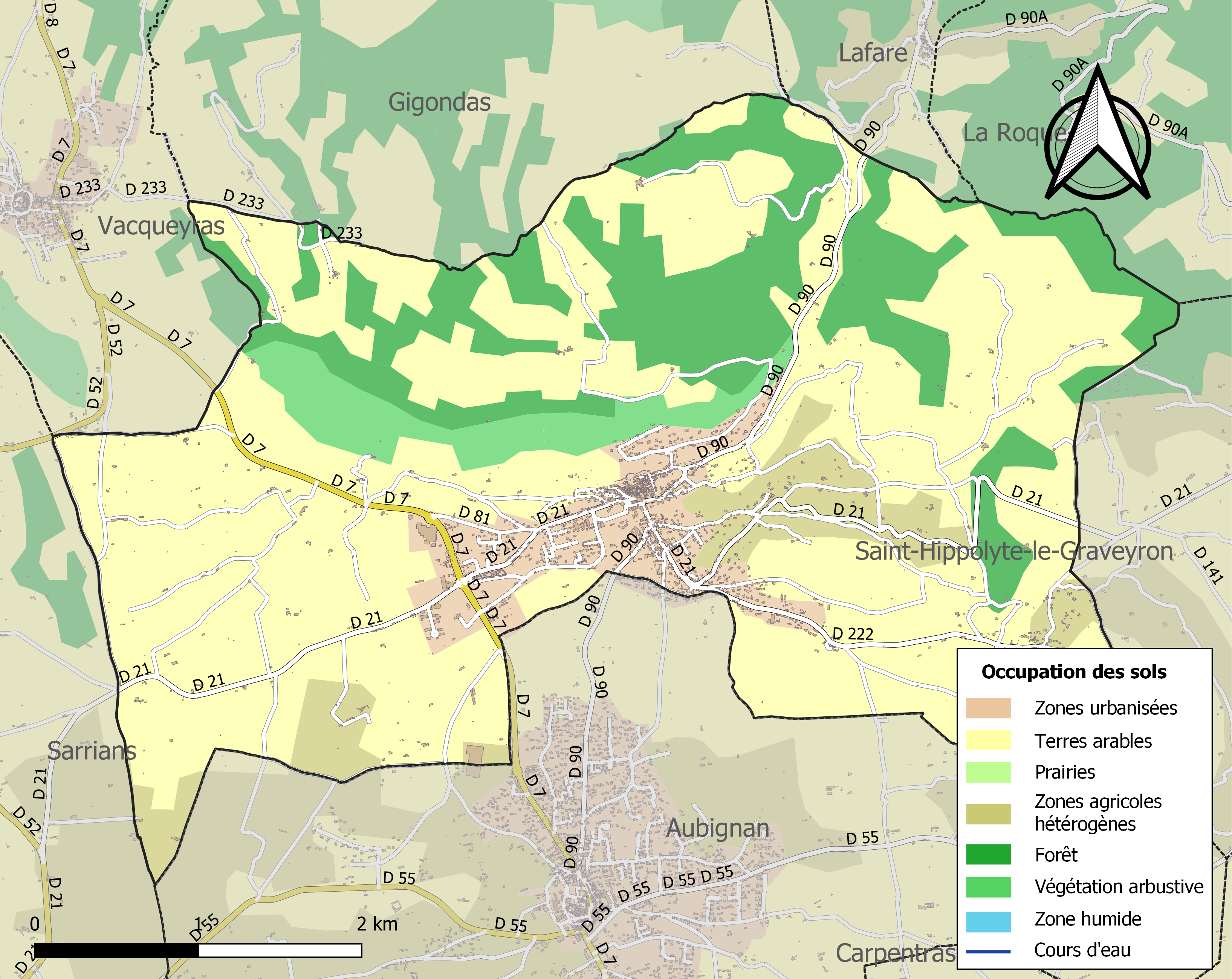
Carte des infrastructures et de l'occupation des sols de la commune en 2018 (CLC).

## Toponymie
Le nom de la localité est attesté sous la forme Balmas en 993, Baulme en 1583 (cadastre), Baumes en 1601.
Beaumes-de-Venise est également nommée, en occitan provençal : Baumas de Venisa selon la norme classique ou Baumo de Veniso selon la norme mistralienne.
Beaumes, de l'occitan balma, bauma, signifiant « grotte », faisant allusion aux cavités rocheuses situées au pied (lieu-dit les Baumes, sous l'ancien hôpital) et vers le haut du village, aménagées par l'homme pour y appuyer des maisons ou y installer des caves.
Le qualificatif « de Venise », pour séduisant qu'il soit sur le plan touristique et viticole, ne doit rien à la ville de Venise, c'est une déformation de « de Venisse », c'est-à-dire « du Comtat Venaissin ». Beaumes-de-Venise veut donc dire « Beaumes en Venaissin ».

## Histoire

### Préhistoire
Les grottes furent habitées dès le néolithique. Les Gaulois occupèrent le plateau des Courens qui domine la ville, et y fondèrent un oppidum. Un habitat de l'âge du fer a été fouillé sur ce site en 1961-1962. Il s'agissait probablement du peuple gaulois des Cavares (Beaumes est située à la limite des territoires de ce peuple et de ceux des Voconces et des Memini).
Antiquité
Le territoire communal est riche de nombreux sites d'occupation gallo-romaine. Plusieurs blocs sculptés gallo-romains trouvés sur le site des Courens (dont une scène de foulage du raisin) sont exposés au musée archéologique situé à Aubune.

### Moyen Âge
La première mention Ad Balmas a été faite en 993.
La seigneurie de Beaumes faisait partie du Comtat Venaissin qui était à l'origine une possession des comtes de Toulouse. Le Comtat Venaissin fut cédé à la papauté en 1271 lors du Concile de Lyon. Le premier seigneur connu de Beaumes est Raymond d'Agout qui fait hommage en 1253 à Alphonse, comte de Toulouse et de Poitiers et frère de Louis IX (Saint Louis). La seigneurie de Beaumes passa ensuite entre les mains des familles de Budos, de Peyre, puis de Fortia. Le village de Beaumes était protégé par un château, dont il reste des ruines et des remparts. L'église paroissiale, Saint Nazaire, était au XIIe siècle, située hors les murs. Elle fut remplacée au XIVe siècle par l'église Saint-Pierre attenante aux remparts.
Le castrum et village de Durban, situé à l'est du plateau des Courens, constitua jusqu'à la Révolution un fief distinct du fief de Beaumes. Les ruines du Castellas de Durban, qui dominent Beaumes, témoignent encore de cette occupation.
Au XIIe siècle, l’abbaye Saint-André de Villeneuve-lès-Avignon possédait sur le territoire de Beaumes une église au lieu-dit la Frigoule, dont elle percevait les revenus. La chapelle Notre-Dame d'Aubune fut également érigée au XIIe siècle dans un hameau proche du village.

### Renaissance
La communauté de Beaumes élisait chaque année ses deux consuls qui gouvernaient la cité, assistés d'un conseil, et pouvaient convoquer en parlement général les hommes de 25 ans au moins habitant le village. Les statuts seigneuriaux, édictés au Moyen Âge, constituaient une réglementation locale : ils étaient lus chaque année en place publique en présence du baile (représentant du seigneur) et des consuls. Chaque année, selon le même rituel, les consuls formaient opposition à ces statuts qu'ils considéraient comme attentatoires aux libertés communales. Cette procédure singulière se retrouvait dans d'autres villages comme à Durban et au Barroux.
Lors des guerres de Religion, le village renforça ses fortifications et résista aux troupes protestantes. Mais un autre fléau frappa Beaumes en 1628 : la peste fit 200 victimes au village. Les consuls, conformément à un vœu fait au plus fort de l'épidémie, firent peindre un tableau allégorique de la peste qui se trouve aujourd'hui dans la chapelle Notre-Dame d'Aubune. Après les guerres de Religion, les seigneurs de Fortia abandonnèrent le château féodal et acquirent une maison seigneuriale dans le village.
Le fief fut érigé en duché à la fin du XVIIIe siècle par le pape Pie VI.
Époque moderne
En septembre 1789, les villageois rédigèrent un cahier de doléances. Après des troubles dans tout le Comtat, les électeurs de Beaumes exprimèrent le 23 août 1791 le vœu d'être réunis à la France, comme la majorité des communes du Comtat. L'Assemblée Nationale proclama le 14 septembre 1791 le rattachement des états d'Avignon et du Comtat Venaissin à la France. La municipalité sut protéger ses habitants au plus fort de la Terreur exercée en 1793 par la Commission populaire d'Orange. L'éphémère commune de Durban fut intégrée à la commune de Beaumes en 1811.

### Période contemporaine
La construction en 1857 du canal de Carpentras favorisa la transformation complète de l'agriculture dans la plaine du Comtat, grâce à l’irrigation, et ouvrit le territoire de Beaumes à la production fruitière et maraîchère destinée à alimenter Paris et les grandes villes. Les crises du ver à soie, du phylloxéra et de la garance dans la deuxième moitié du XIXe siècle entraînèrent une réorientation vers la production fruitière. Grâce à l'implantation de plants de vigne américains résistant au phylloxéra, la production de raisin de table et de vin fut mise en valeur au XXe siècle. La production du célèbre vin Muscat de Beaumes de Venise fut relancée grâce à l'appellation obtenue en 1943, suivie par l'obtention en 1956 de l'appellation Côtes-du-Rhône puis l'appellation Beaumes-de-Venise rouge en 2005.

## Politique et administration

### Liste des maires
Avant la Révolution française, la ville était gérée par deux consuls élus depuis 1464.
Camille Fare fait partie des 500 élus qui ont parrainé la candidature de Georges Marchais (PCF) à l’élection présidentielle de 1981.

### Politique environnementale
La communauté d'agglomération Ventoux-Comtat Venaissin assure la collecte et le traitement des déchets des ménages et déchets assimilés, ainsi que la protection et la mise en valeur de l'environnement.
Une déchetterie est accessible à Aubignan et le ramassage des encombrants est organisé une fois par mois.

## Population et société

### Démographie
L'évolution du nombre d'habitants est connue à travers les recensements de la population effectués dans la commune depuis 1793. Pour les communes de moins de 10 000 habitants, une enquête de recensement portant sur toute la population est réalisée tous les cinq ans, les populations de référence des années intermédiaires étant quant à elles estimées par interpolation ou extrapolation. Pour la commune, le premier recensement exhaustif entrant dans le cadre du nouveau dispositif a été réalisé en 2005.

En 2022, la commune comptait 2 428 habitants, en évolution de +1 % par rapport à 2016 (Vaucluse : +1,73 %, France hors Mayotte : +2,11 %).
| 1793  | 1800  | 1806  | 1821  | 1831  | 1836  | 1841  | 1846  | 1851  |
| ----- | ----- | ----- | ----- | ----- | ----- | ----- | ----- | ----- |
| 1 332 | 1 373 | 1 450 | 1 573 | 1 683 | 1 702 | 1 717 | 1 787 | 1 761 |

| 1856  | 1861  | 1866  | 1872  | 1876  | 1881  | 1886  | 1891  | 1896  |
| ----- | ----- | ----- | ----- | ----- | ----- | ----- | ----- | ----- |
| 1 791 | 1 774 | 1 744 | 1 675 | 1 646 | 1 487 | 1 502 | 1 429 | 1 467 |

| 1901  | 1906  | 1911  | 1921  | 1926  | 1931  | 1936  | 1946  | 1954  |
| ----- | ----- | ----- | ----- | ----- | ----- | ----- | ----- | ----- |
| 1 405 | 1 401 | 1 359 | 1 237 | 1 246 | 1 239 | 1 266 | 1 275 | 1 205 |

| 1962  | 1968  | 1975  | 1982  | 1990  | 1999  | 2005  | 2006  | 2010  |
| ----- | ----- | ----- | ----- | ----- | ----- | ----- | ----- | ----- |
| 1 386 | 1 484 | 1 631 | 1 721 | 1 784 | 2 051 | 2 175 | 2 185 | 2 305 |

| 2015  | 2020  | 2022  | - | - | - | - | - | - |
| ----- | ----- | ----- | - | - | - | - | - | - |
| 2 387 | 2 379 | 2 428 | - | - | - | - | - | - |

### Enseignement
Beaumes-de-Venise est située dans l'académie d'Aix-Marseille.
Elle administre une école maternelle « Eve-et-Marie-Curie » et une école élémentaire « Jacques-Prévert » communales et dispose d'une école primaire privée (maternelle + élémentaire) « Saint-Sébastien ».

### Sports
Piscine municipale.
Sentiers de randonnées : 50 km de sentiers balisés et de routes forestières, notamment dans le massif Saint-Amand-Montmirail. Un club de football en fusion avec la ville d'Aubignan. Le club s'appelle l'Étoile d'Aubune. Ainsi qu'un club cycliste : L'avenir cycliste Beaumes de venise et son team VTT qui fait partie de l'élite nationale.

### Santé
Le bourg possède une pharmacie et deux médecins généralistes.

## Économie

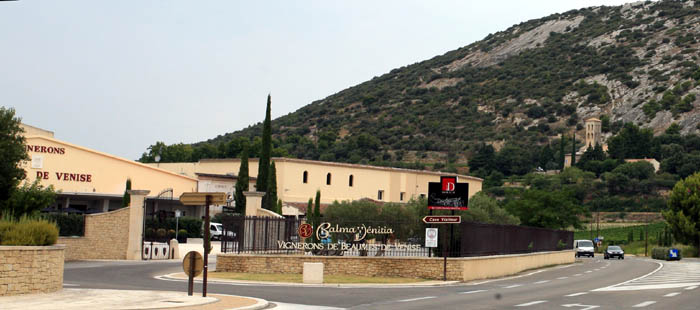
Rhonéa, Coopérative des Vignerons de Beaumes de Venise, à l'entrée du village.

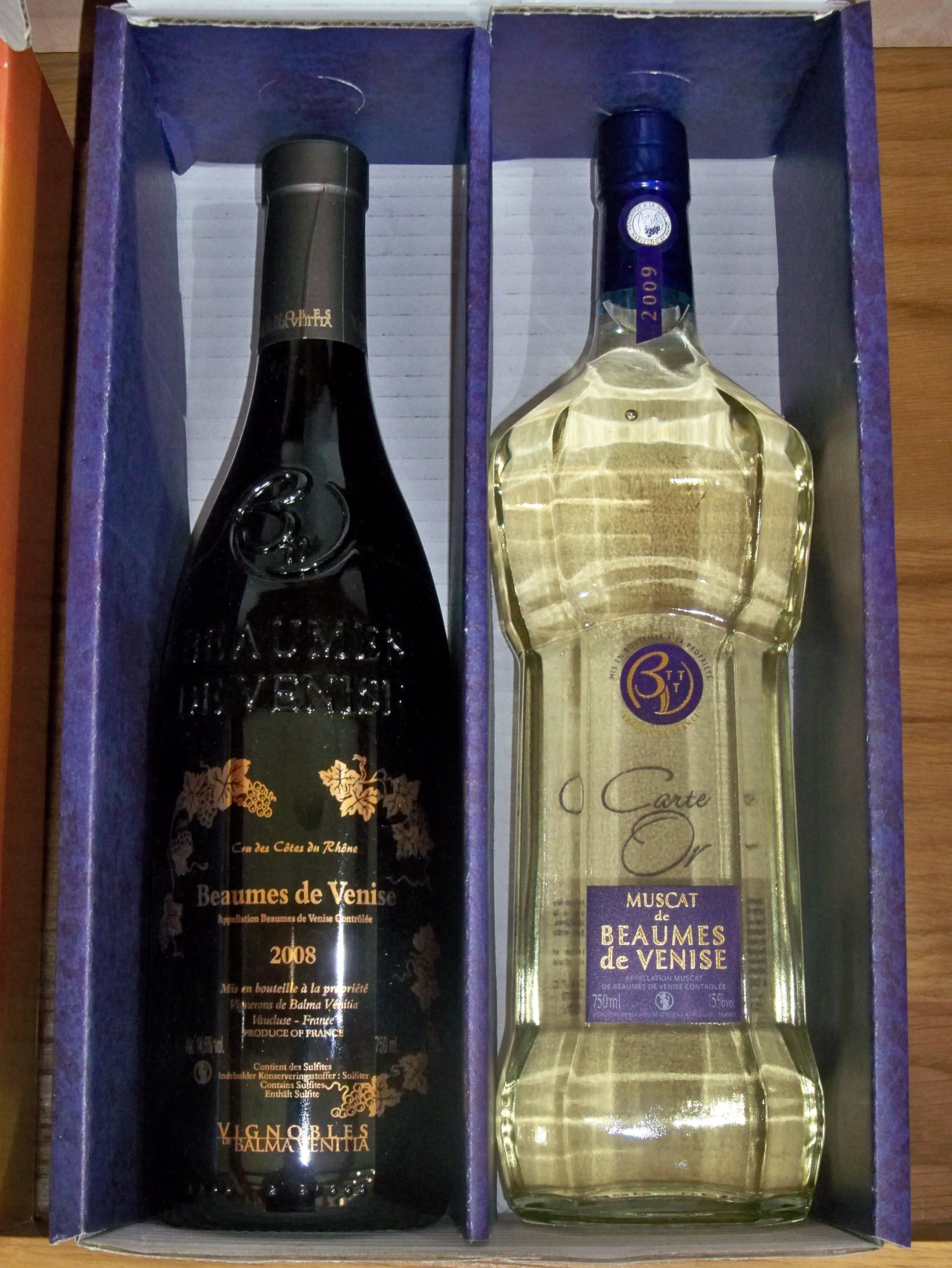
Beaumes-de-venise rouge et Muscat de Beaumes-de-Venise.

L'agriculture, dont la production viticole, est le point le plus important de l'économie locale. Les oliviers (coopératives oléicoles) et autres arbres fruitiers (abricotiers, cerisiers, pommiers) complètent les productions du territoire.
Le tourisme, et notamment le tourisme viticole (route des vins), a aussi une part importante dans l'économie. Il existe un office de tourisme intercommunal (entre Beaumes-de-Venise, Lafare, Suzette, La Roque-Alric et Saint-Hippolyte-le-Graveyron) et un syndicat d'initiative, un camping, des gîtes ruraux, etc.
L'artisanat local est principalement tourné vers le bâtiment et les différents travaux agricoles.

### La vigne et le vin
La vigne est présente sur des coteaux situés au sud des Dentelles de Montmirail. Elle est exploitée par les vignerons de plusieurs caves et domaines. Toutes les productions sont en AOC : muscat de Beaumes-de-Venise, beaumes-de-venise rouge, côtes-du-rhône rosé et blanc et côtes-du-ventoux rouge, rosé et blanc.
Les vignes de Beaumes-de-Venise s’étendent sur trois terroirs.

#### Les terres du Trias
Elles tirent leur nom de la période la plus ancienne de l’ère secondaire, comprise entre -251 ± 0,4 et -199,6 ± 0,6 millions d'années : le Trias. Cette formation s’est déposée dans une mer peu profonde et unique nommée la « Thétys ». Le climat de l'époque est chaud et la nature exubérante.
Enfouie sous plus de 1 500 m de sédiments, cette couche géologique ressurgit de nos jours par endroits en surface. Riches en magnésie, en carbonate de calcium et en fer, les sols des terres du Trias sont reconnaissables à leurs couleurs : ocre, jaune et violet. Très peu fertiles, ces sols permettent toutefois aux ceps de ne subir ni le stress d'une sécheresse, ni celui d’une trop importante humidité.
Le vin issu de ces terres se caractérise par sa richesse, sa souplesse et sa longévité.

#### Les terres du Crétacé
Appelées aussi « terres blanches du Bel Air du Crétacé », les sols de ces terres sont plus jeunes. Formés après l’ère du Trias, lors du Crétacé inférieur, il y a environ 100 à 140 millions d’années, quand la mer est devenue moins profonde.

#### Les terres grises des farisiens du Jurassique
Ce terroir est adossé au versant sud-est des Dentelles de Montmirail.

### Huile d'olive

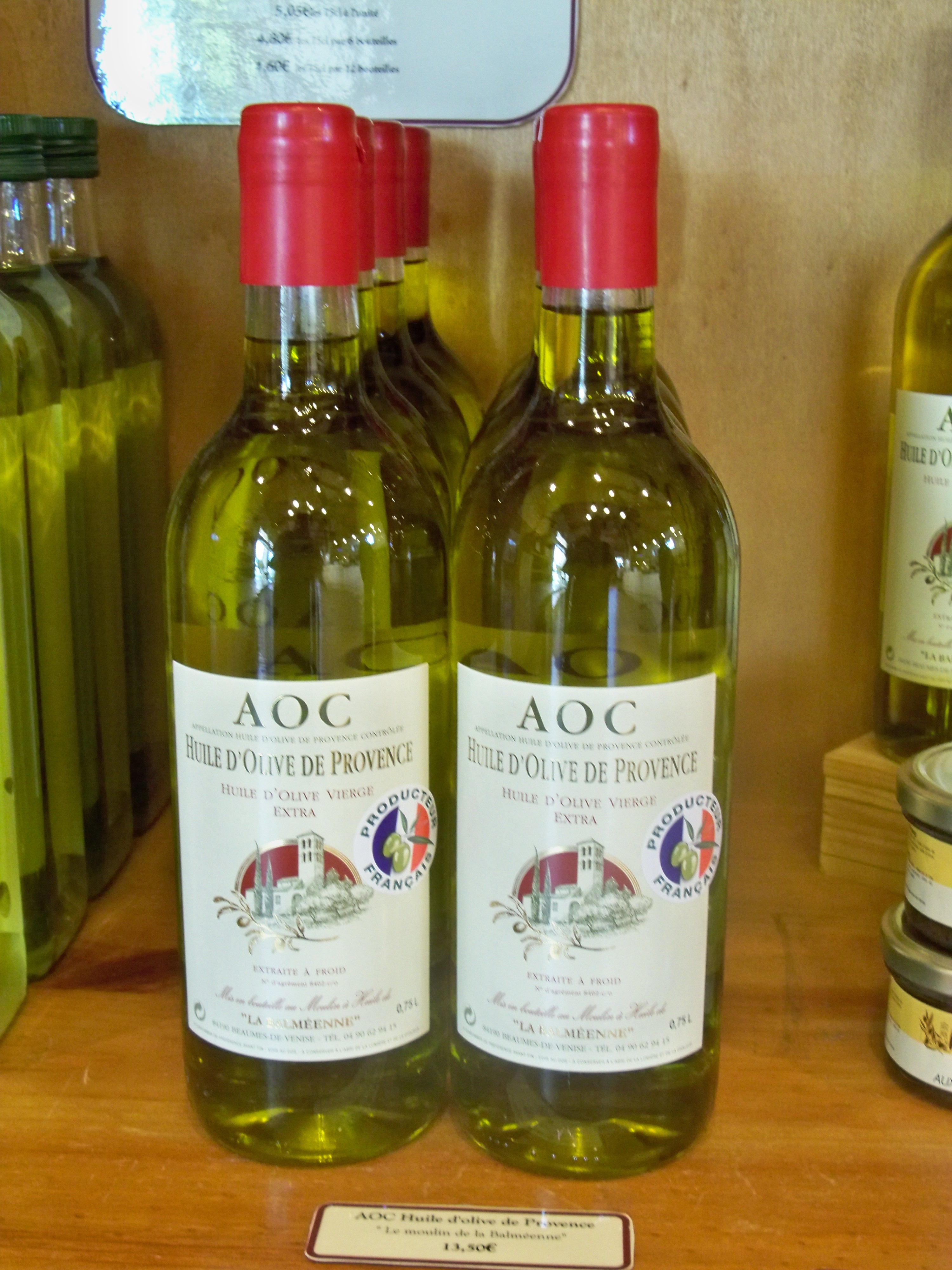
Huile d'olive de Provence (AOC) de La Balméenne.

Contrairement à d'autres secteurs proches, le gel de 1956 a relativement épargné les oliviers de la commune. Leurs olives sont traitées directement sur place au moulin à huile La Balméenne et produisent une huile d'olive qui est classée en AOC sous l'appellation Huile d'olive de Provence. Selon les experts de l'INAO, cette huile « est caractérisée par un nez peu intense avec des odeurs de fruits rouges, herbacées et d'artichaut cru pouvant être associées à l'orgeat et la cannelle. En bouche, le fruité est intense et caractérisé par l'herbacé, l'artichaut cru, pouvant être complétés par des arômes de banane, de noisettes, d'amandes fraîches et de feuilles de tomates. En fin de bouche, le piquant peut être présent ».

## Culture locale et patrimoine

### Lieux et monuments

#### Lieux et monuments remarquables

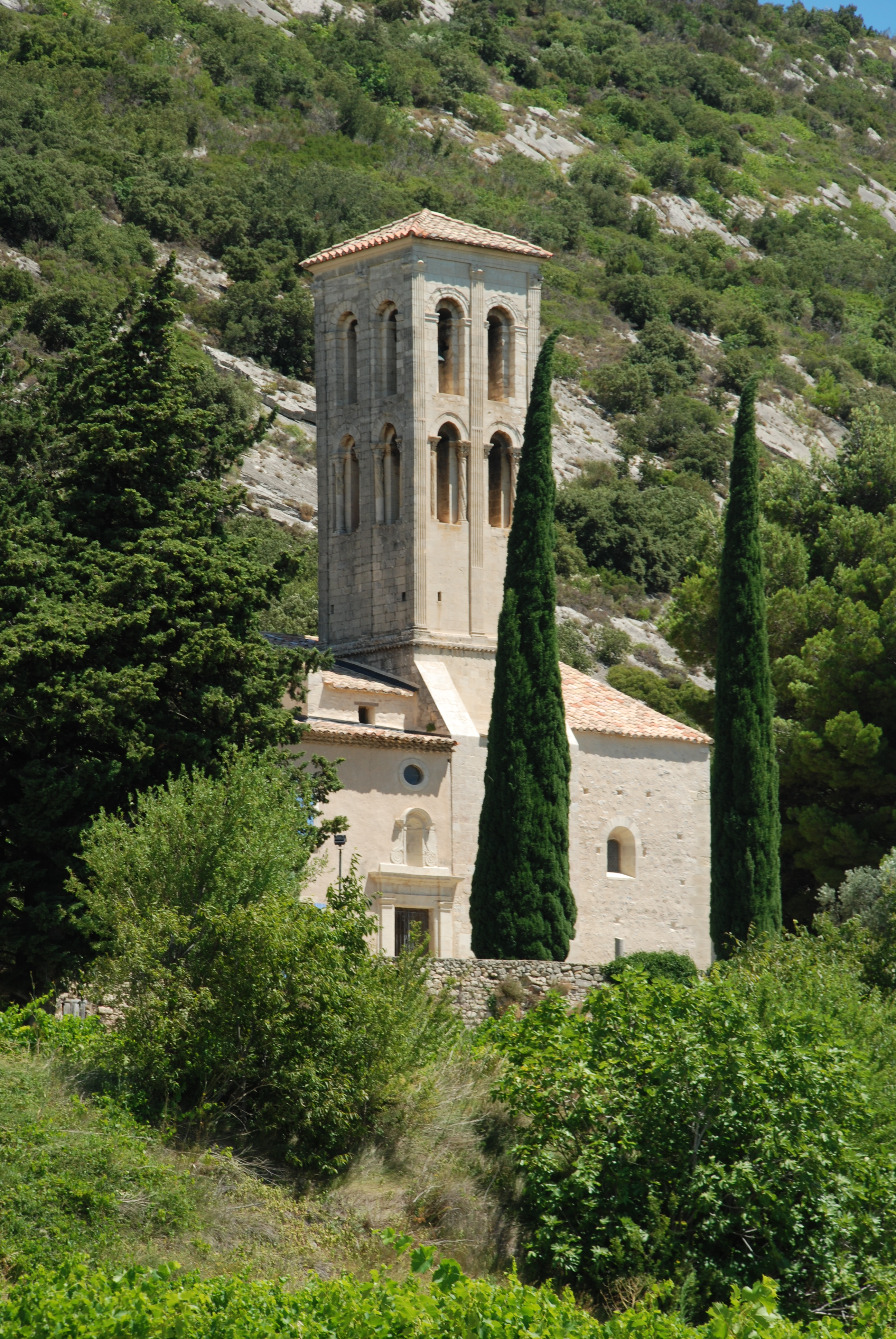
La chapelle Notre-Dame d'Aubune.

La commune compte deux monuments répertoriés à l'inventaire des monuments historiques et quatre lieux et monuments répertoriés à l'inventaire général du patrimoine culturel. Par ailleurs, elle compte deux objets répertoriés à l'inventaire des monuments historiques.
- la fontaine, datée du XVIIIe siècle située place de l'église est « inscrite » depuis le 13 avril 1933[39].
- la chapelle Notre-Dame d'Aubune est « classée » depuis le 19 novembre 191029 ; bâtie au XIIe siècle, elle présente un plan en croix latine avec abside et absidioles voûtées en cul-de-four. Son élégant clocher est un joyau du style roman provençal qui s'inspire des thèmes architecturaux romains. Ses murs sont couverts d'initiales laissées par les tailleurs de pierre romans du XIIe siècle et l'on y trouve deux signatures du moine-bâtisseur VGO dont on trouve la trace dans plusieurs édifices romans provençaux. Elle renferme un maitre autel baroque datant de 1661 et classé depuis le 30 décembre 1926 et trois tableaux classés depuis le 28 juin 2012, dont l’un est étroitement lié à l’histoire du village : il fut, en effet, réalisé en 1632 à la suite d’un vœu des consuls de Beaumes sollicitant la protection divine pour venir à bout de l’épidémie de peste qui ravagea la région en 1628.
- le château de Beaumes conserve quelques vestiges majestueux qui dominent le village.
- Autour du noyau ancien du village se lit encore le tracé des anciens remparts notamment à l'est. Les trois portes anciennes du village sont toujours là : portail Neuf, Portail de l'Église reconstruit par l'architecte Pierre II Mignard en 1684, Porte de la Touve[40].
- la mairie est un ancien hôtel particulier, dénommé "le château", construit en 1750 par Alphonse-Toussaint de Fortia, dernier seigneur de Beaumes, et ayant appartenu ensuite à la famille de Gaudemaris.
- le moulin à huile, transformé en coopérative agricole (coopérative oléicole) dite « Coopérative oléicole La Balméenne » dont les bâtiments ont été construits dans le deuxième quart du XIXe siècle[41].
- la coopérative vinicole dite « Cave des Vignerons de Beaumes de Venise » construite en 1956[42].

#### Autres lieux et monuments.
Sur le plateau des Courens qui domine Beaumes, les vestiges du Castellas de Durban témoignent de l'ancien château de Durban et de son village. Des sondages archéologiques y ont été effectués récemment, et l'Association Les Courens: Partager le patrimoine met en valeur le site avec l'appui de la municipalité. Elle réhabilite également les terrasses du versant sud du plateau, les Côtes, pour y installer un verger conservatoire.
Non loin du Castellas se trouve la chapelle romane Saint-Hilaire, datée de la fin du XIe siècle par Guy Barruol (Carnets du Ventoux n° 88, été 2015).
On peut également citer l'église paroissiale du Cœur-de-Marie qui a d'abord été érigée en collégiale en 1507 puis reconstruite au XIXe siècle ; plusieurs chapelles : Saint-Nazaire, Saint-Roch (construite au XVIe siècle et reprise au XVIIe siècle), Sainte-Anne (1630), Saint-Sébastien (1629), des oratoires, les châteaux d'Antremont et de Bouquillon, le Rocalinaud (rocher aux alentours de Beaumes de Venise) et Les Mains (site où se trouve une statue).

### Équipements culturels
La commune dispose d'un musée présentant une collection archéologique et historique, d’une bibliothèque de lecture publique et d'un théâtre rural d'animation culturelle (TRAC) qui monte depuis 1979 plusieurs pièces par an. Attenant à Notre-Dame d'Aubune, le musée est géré par l’association Académie de Beaumes de Venise qui organise toute l’année des visites guidées de la chapelle, du musée et de la source souterraine voisine.

### Personnalités liées à la commune
- Raymond Guilhem de Budos (? - 1363), seigneur de Clermont, Lodève, Budos, Beaumes-de-Venise, Bédoin, Caromb, Entraigues, Loriol et Mormoiron, gouverneur de Bénévent, neveu du pape Clément V, maréchal de la Cour pontificale et recteur du Comtat Venaissin de 1310 à 1317.
- Pierre Charpenne (1810 - 1893) explorateur et historien français.
- Victor de Gaudemaris (1835-1915 ?), natif de Beaumes-de-Venise, photographe, fondateur de la Société marseillaise de photographie et du musée des photographies documentaires de Provence[46].

### Beaumes-de-Venise et le cinéma
En 1960, les grottes de Beaumes de Venise servent de décor pour certaines scènes du film de télévision « Bethleem de Provence » réalisé par Jean Prat et écrit par Yvan Audouard.
En 1982, quelques scènes du film Le Braconnier de Dieu, réalisé par Jean-Pierre Darras, y sont tournées.
C'est la brigade de gendarmerie de Beaumes-de-Venise qui sert de support à la série Une femme d'honneur pour huit épisodes des saisons 5 et 6 en 2001 et 2002[réf. souhaitée].

### Héraldique
| Blason de Beaumes-de-Venise | Blason  | D'azur aux trois taus d'or.                      |
| Blason de Beaumes-de-Venise | Détails | Le statut officiel du blason reste à déterminer. |